# Thallarevu
Thallarevu là một mandal thuộc huyện East Godavari, bang Andhra Pradesh, Ấn Độ. Its name literally mean ferry of toddy palm trees . It is located in Thallarevu mandal of Kakinada revenue division.